# ダイハツ・アイラ
アイラ（AYLA）は、トヨタ自動車とダイハツ工業が共同開発した小型ハッチバックである。

## 初代 B100型（2012年 - 2023年）
アイラはインドネシア政府が打ち出したローコストグリーンカー（LCGC）政策に適合する車種として開発された。LCGC政策はタイ王国のエコカー政策と似たもので、サイズ、燃費、価格、部品現地調達率などの基準を満たした国内生産車をLCGCとして認定し、税制上の優遇措置を行うものである。
開発にあたってはミライースのノウハウが導入されているほか、アストラ・インターナショナルとの現地合弁であるアストラ・ダイハツ・モーター（ADM）が参画している。生産は新しく建設されたADMのカラワン組立工場にて行われ、インドネシア国内のほか、中南米に輸出される。また、マレーシアではプロドゥアが姉妹車のアジアを製造・販売している。
エンジンは当初、1.0 L直列3気筒の1KR-DE型のみが設定され、これに5速MTまたは4速ATが組み合わせられる。
アイラは2012年のインドネシア国際モーターショー（9月19日から開催）にて初公開されたが、肝心の政府のLCGC政策の公布がなされないために市販車の製造および販売開始は予定より遅れた。2013年4月22日にADMのカラワン組立工場の開所式が行われ、同年9月9日にようやく発売が開始された。

### マイナーチェンジ
2017年4月7日にマイナーチェンジが行われた。エンジンは、従来の1KR-DE型のほか、1.2 L直列4気筒の3NR-VE型が追加された。他にもバンパーデザインの変更や、LEDサイドライト付きプロジェクターヘッドライト、LEDテールランプ、デュアルエアバッグ、3点式シートベルト、ステアリングスイッチコントロール、サイドインパクトビームの採用、インテリア品質の向上などが行なわれた。
なお、トヨタ・アギア/ウィーゴは、近年のトヨタ車に共通するキーンルックに近いフロントフェイスに改められるとともに、エンジンが1KR-VE型に変更された。

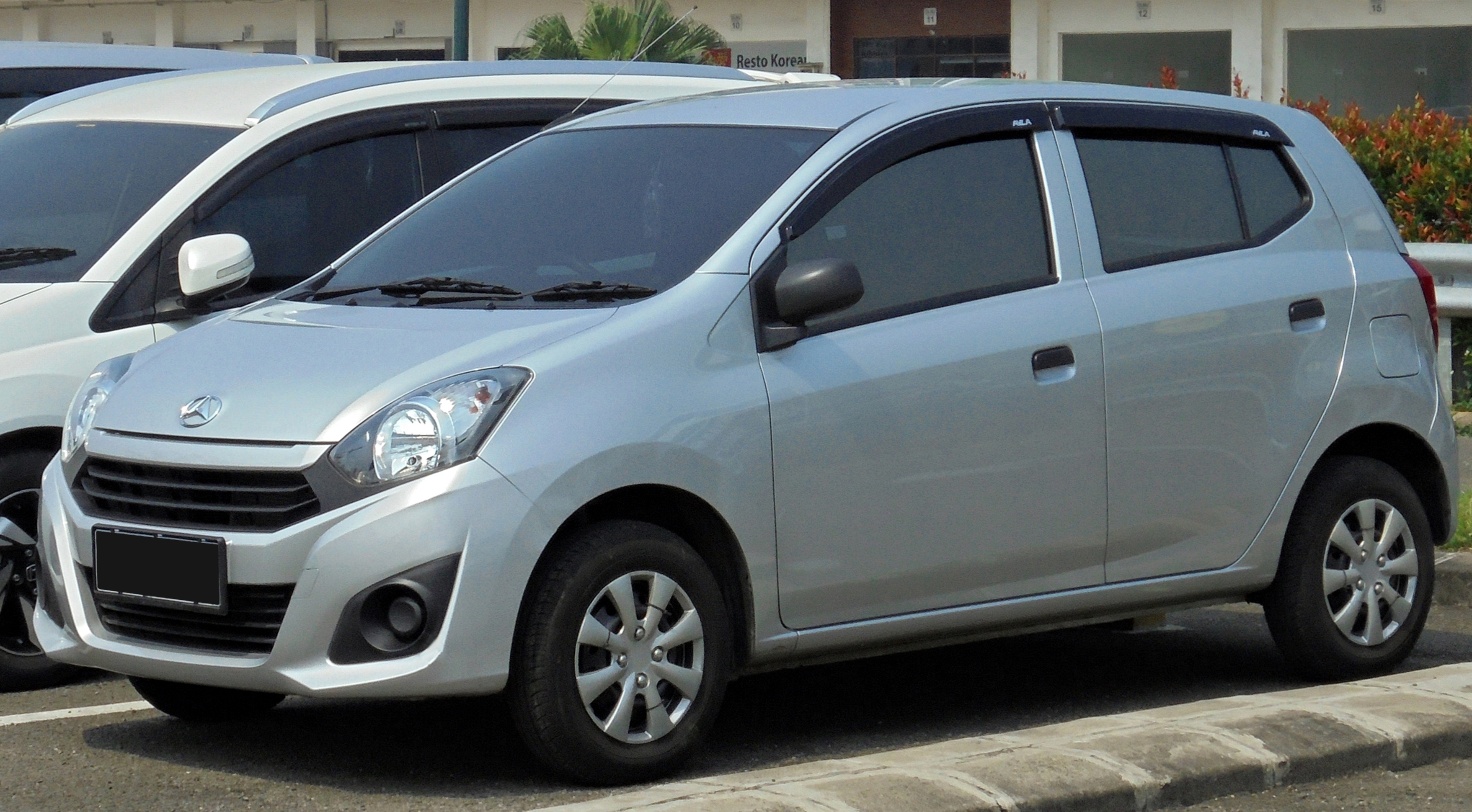
ダイハツ・アイラ 1.0 D+（2017年4月改良型）
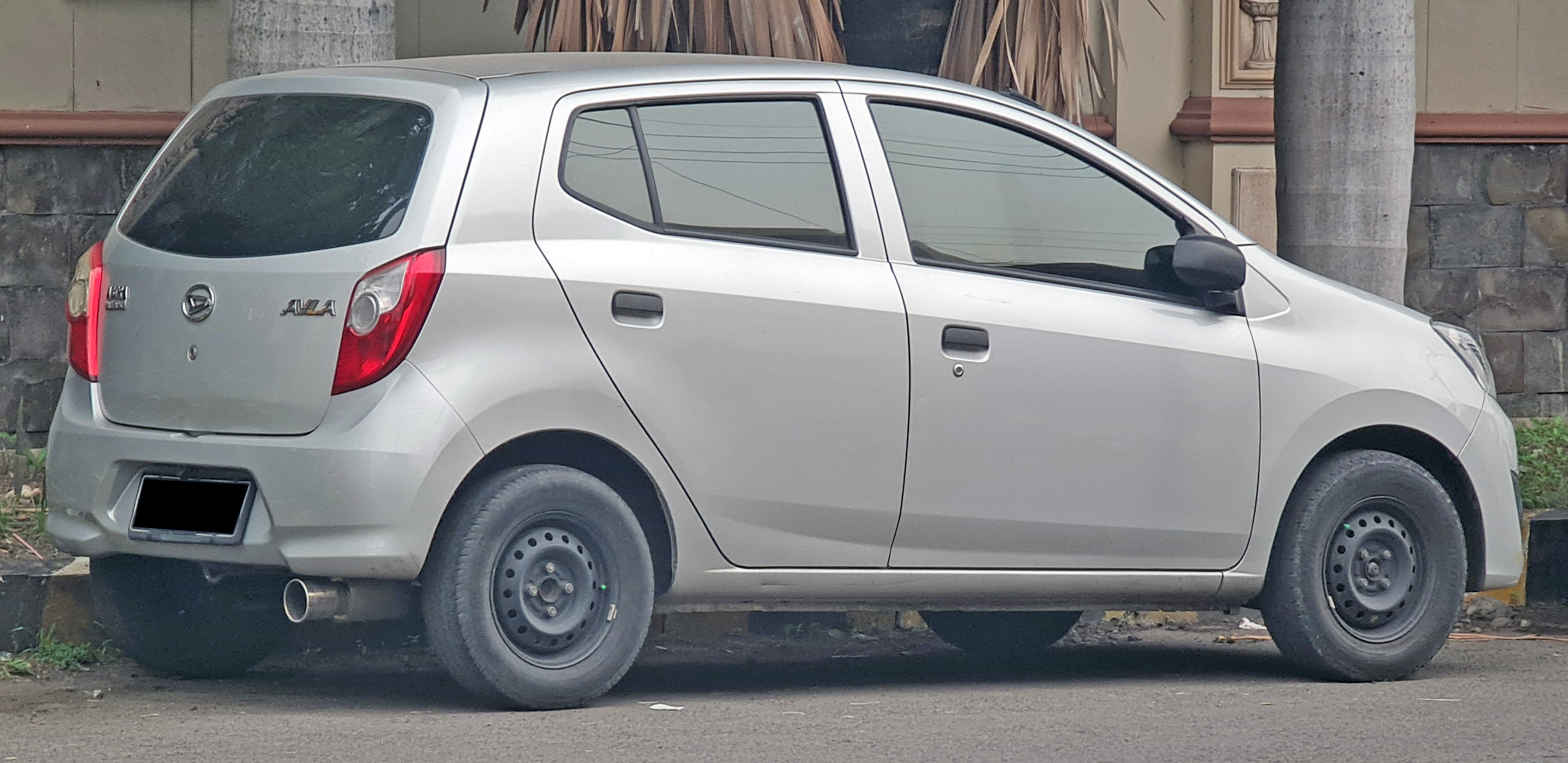
ダイハツ・アイラ 1.0 D（2017年4月改良型）
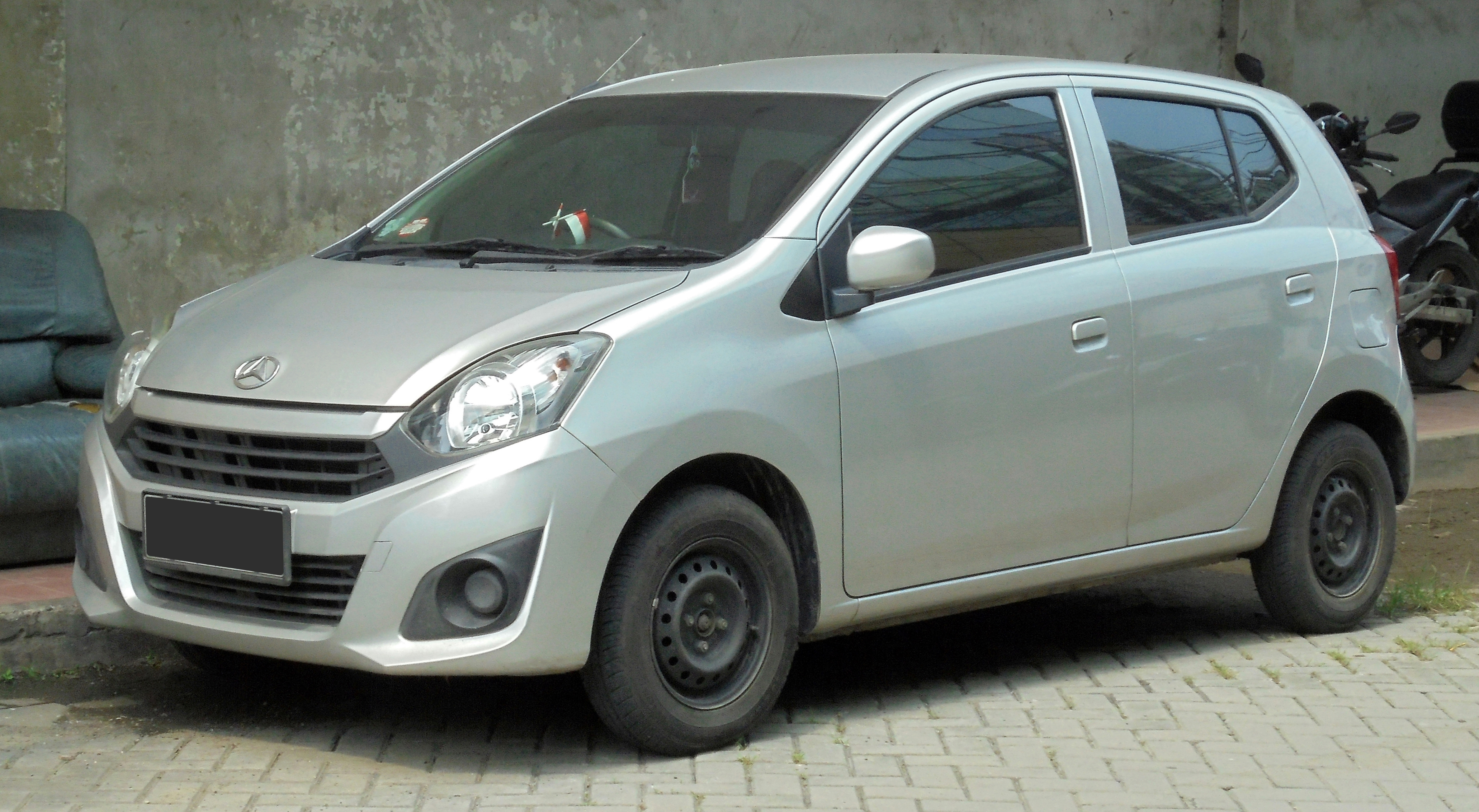
ダイハツ・アイラ 1.0 M（2017年4月改良型）
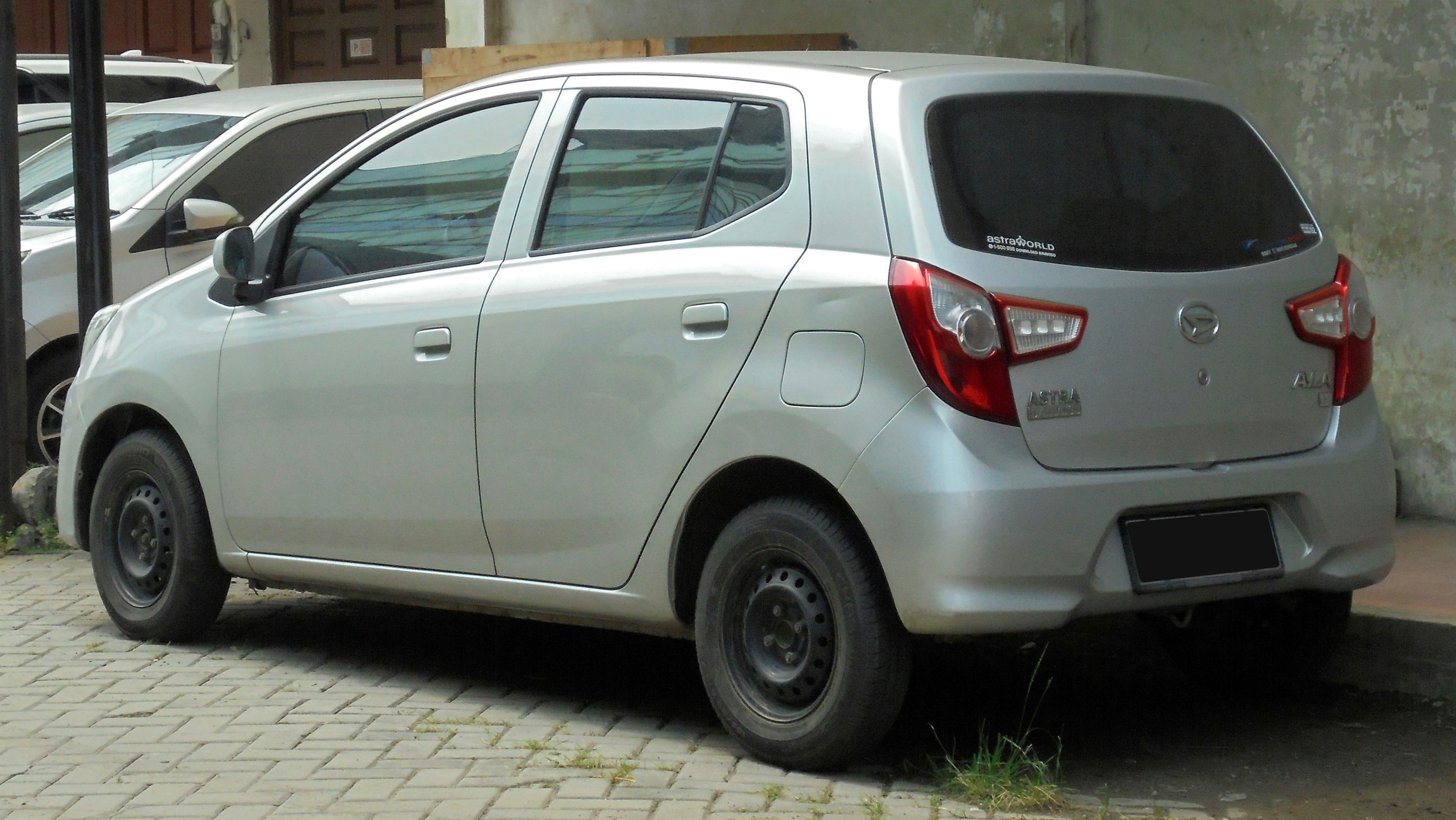
ダイハツ・アイラ 1.0 M（2017年4月改良型）リア
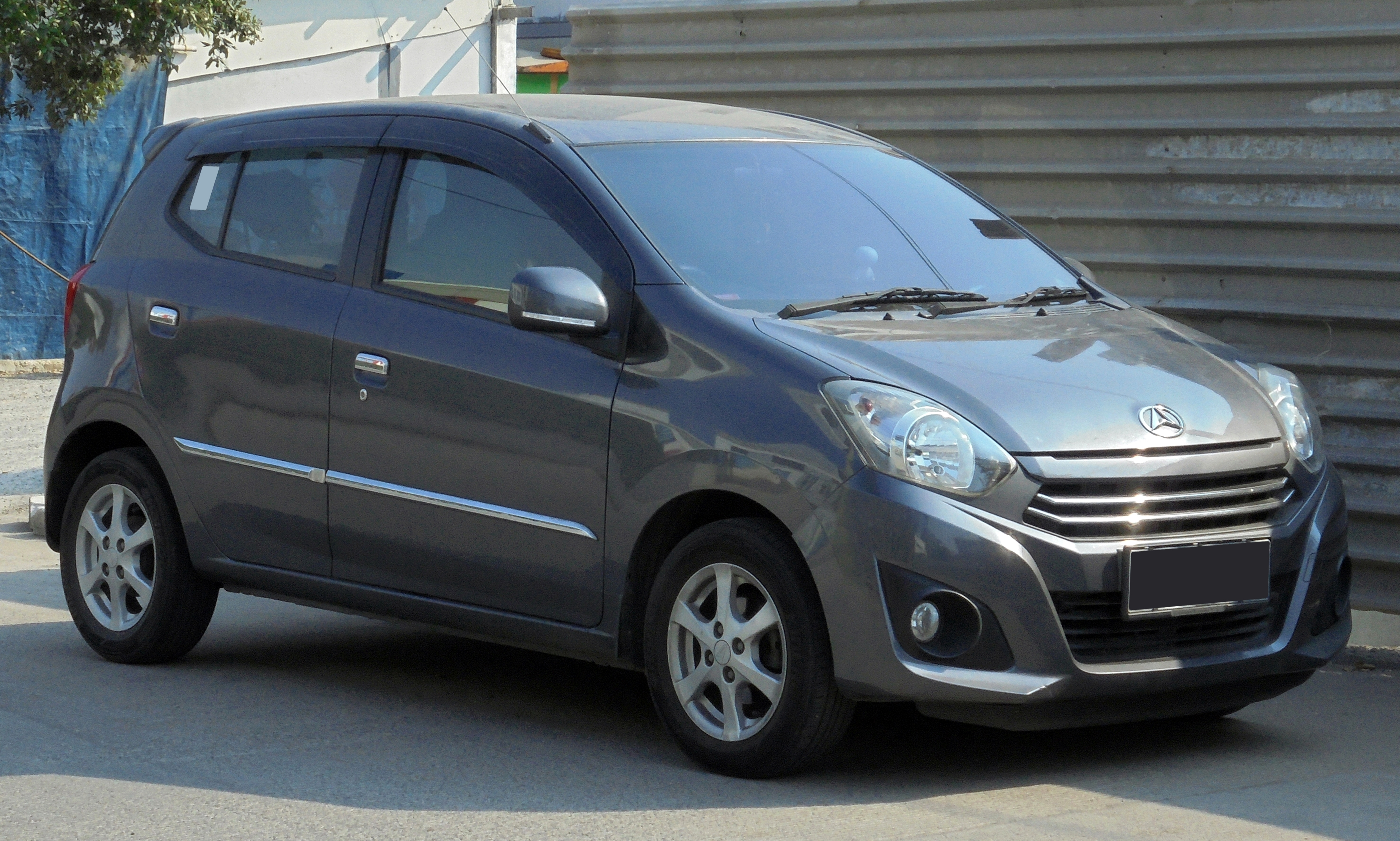
ダイハツ・アイラ 1.0 X（2017年4月改良型）
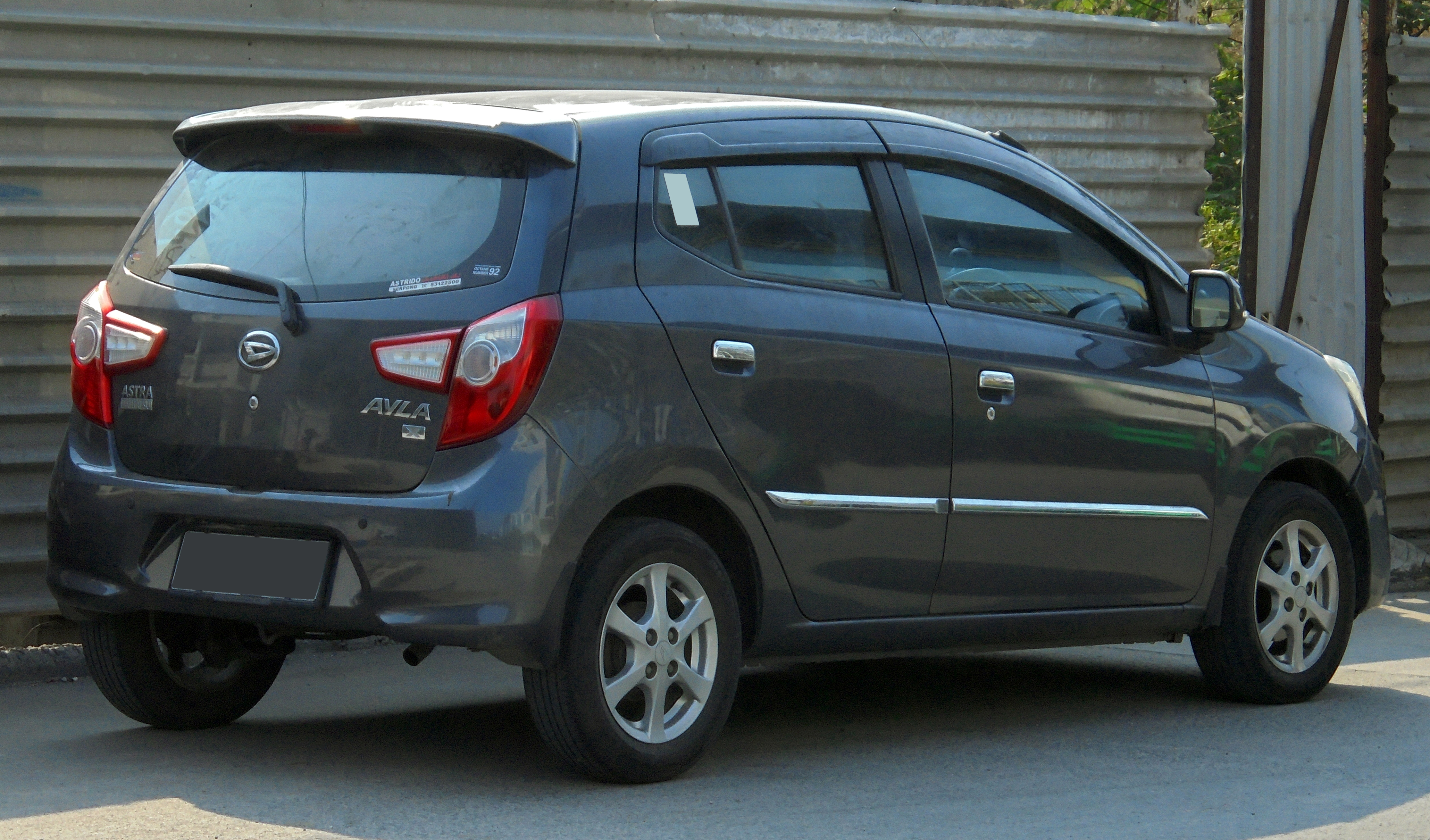
ダイハツ・アイラ 1.0 X（2017年4月改良型）リア
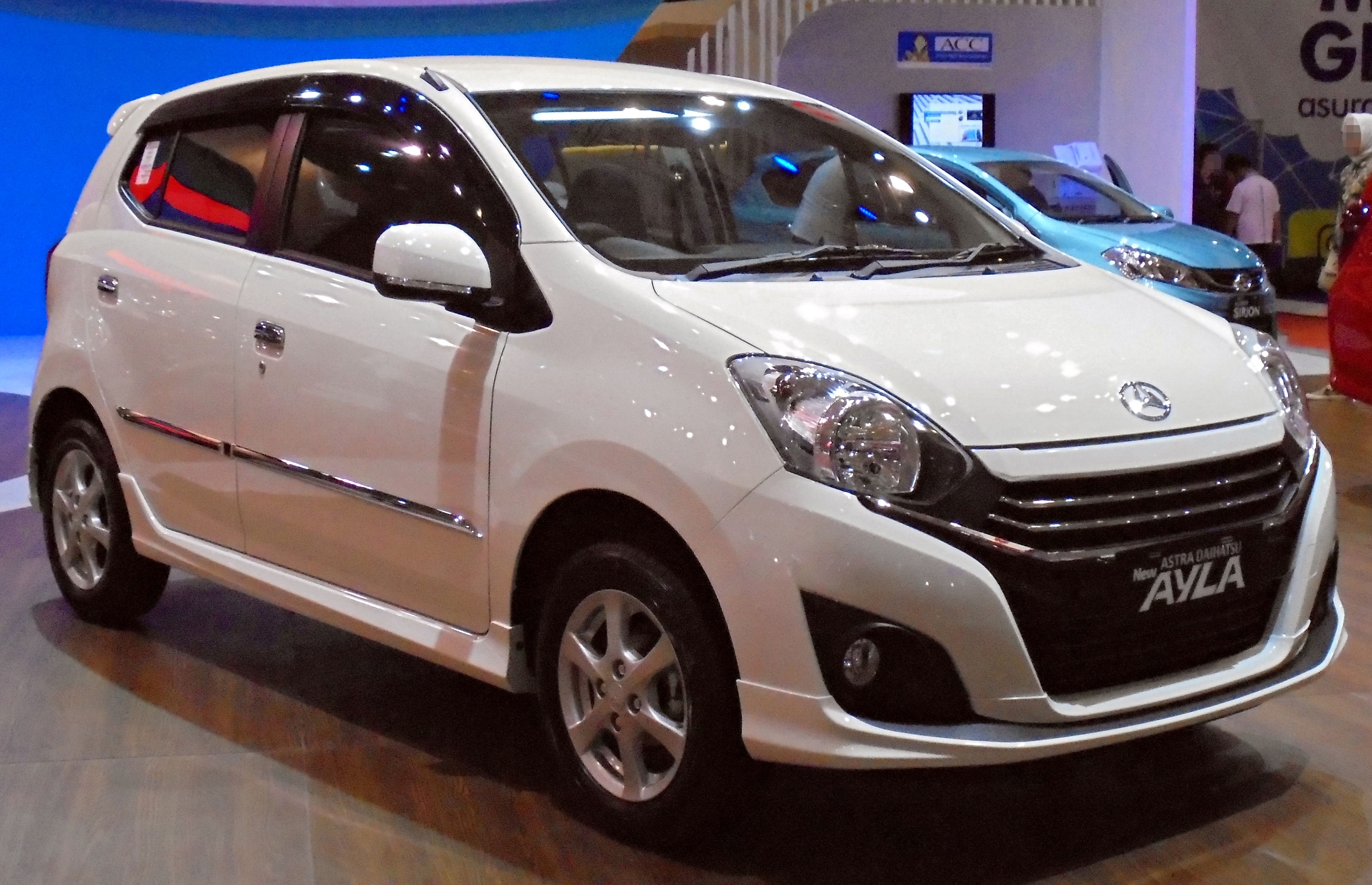
ダイハツ・アイラ 1.0 X デラックス（2017年4月改良型）
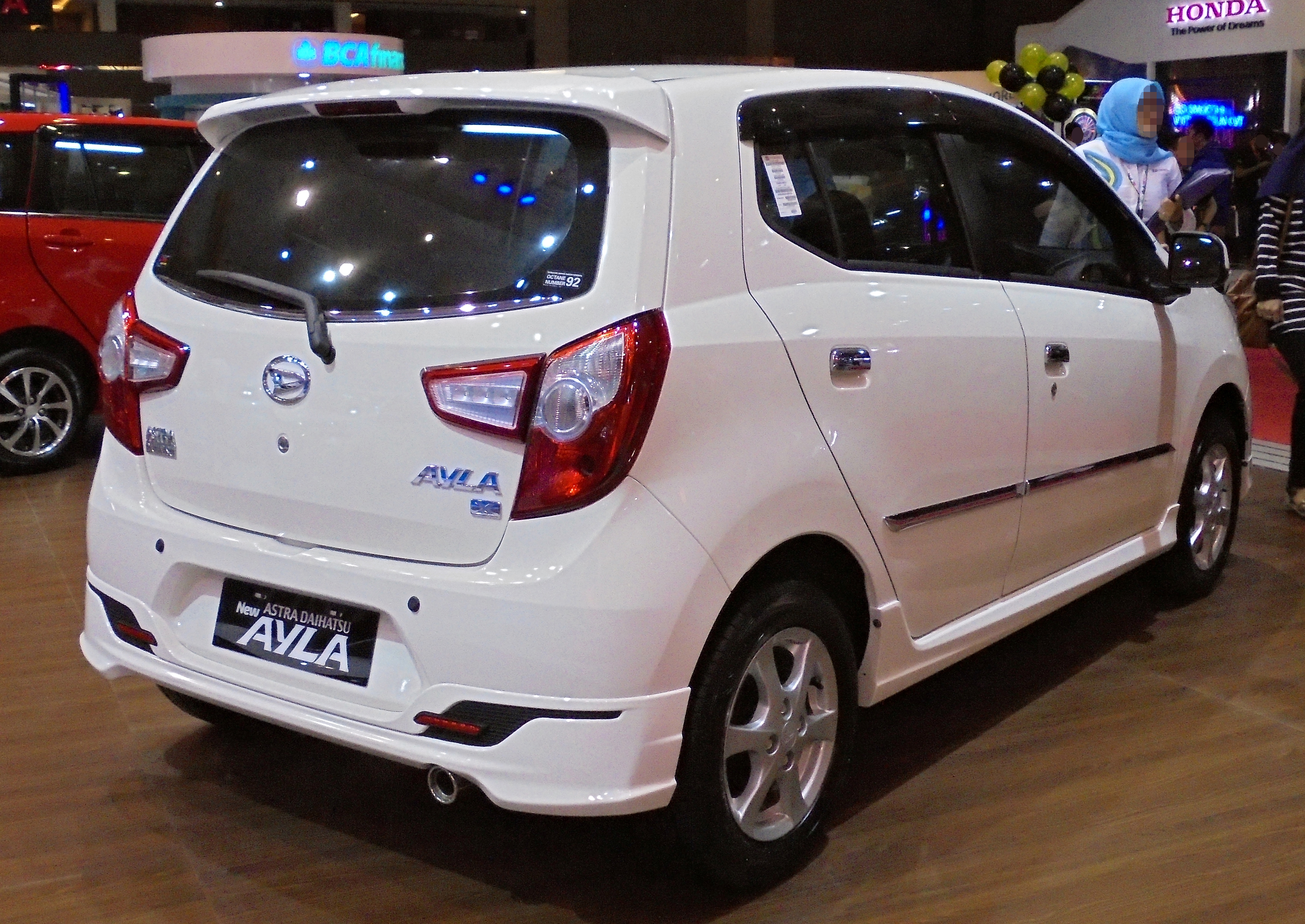
ダイハツ・アイラ 1.0 X デラックス（2017年4月改良型）リア
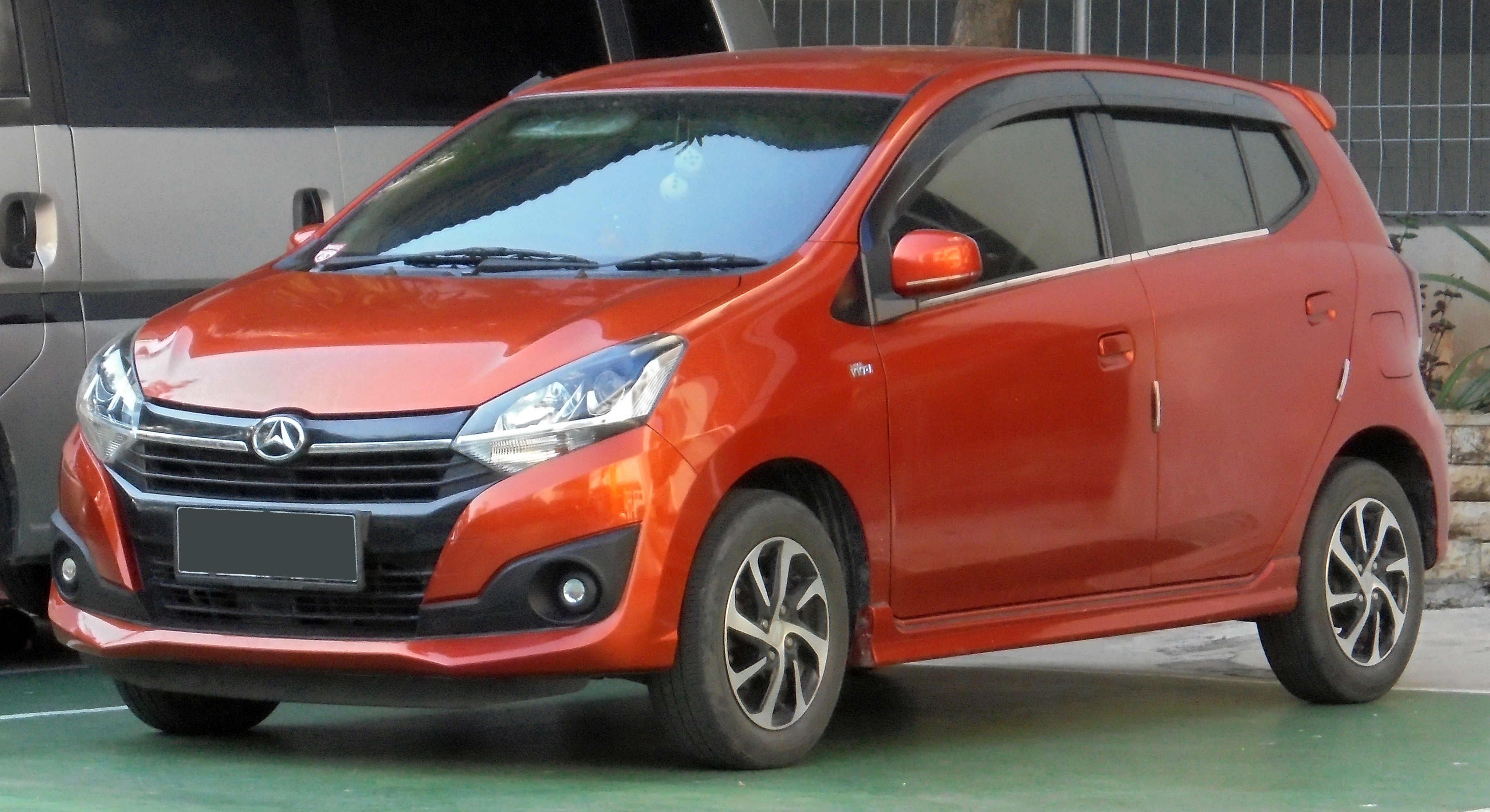
ダイハツ・アイラ 1.2 X（2017年4月改良型）
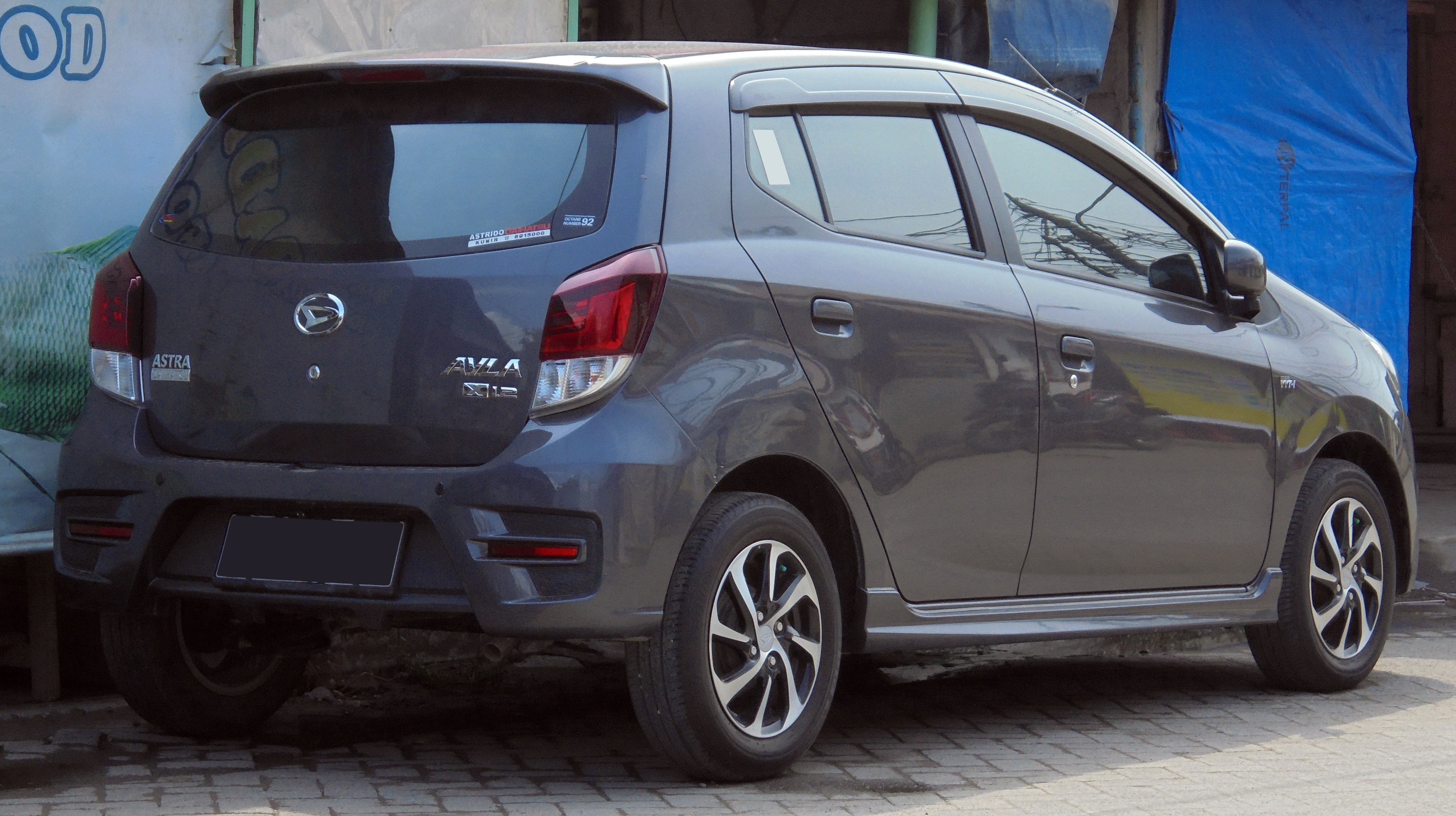
ダイハツ・アイラ 1.2 X（2017年4月改良型）リア
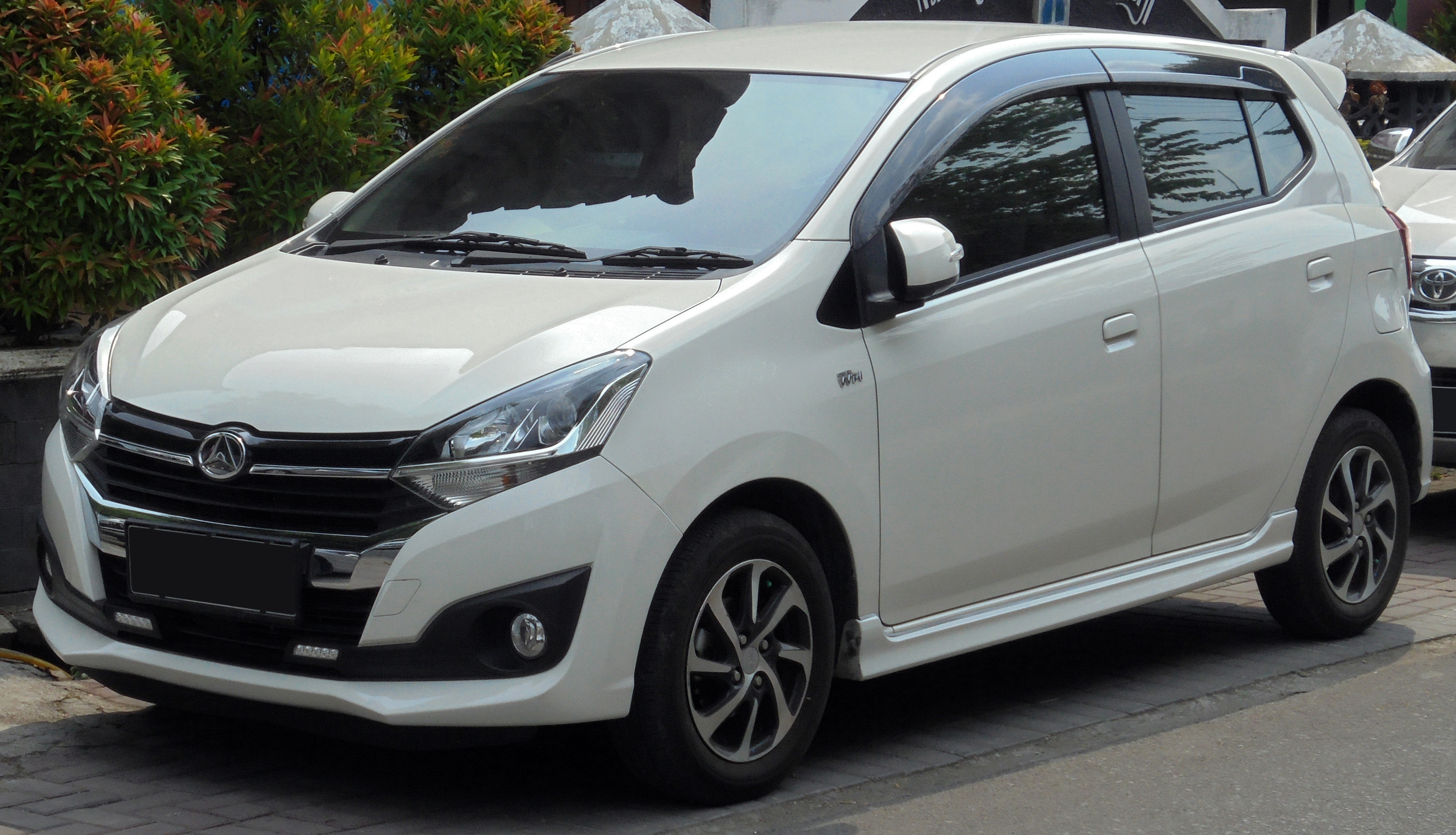
ダイハツ・アイラ 1.2 R（2017年4月改良型）
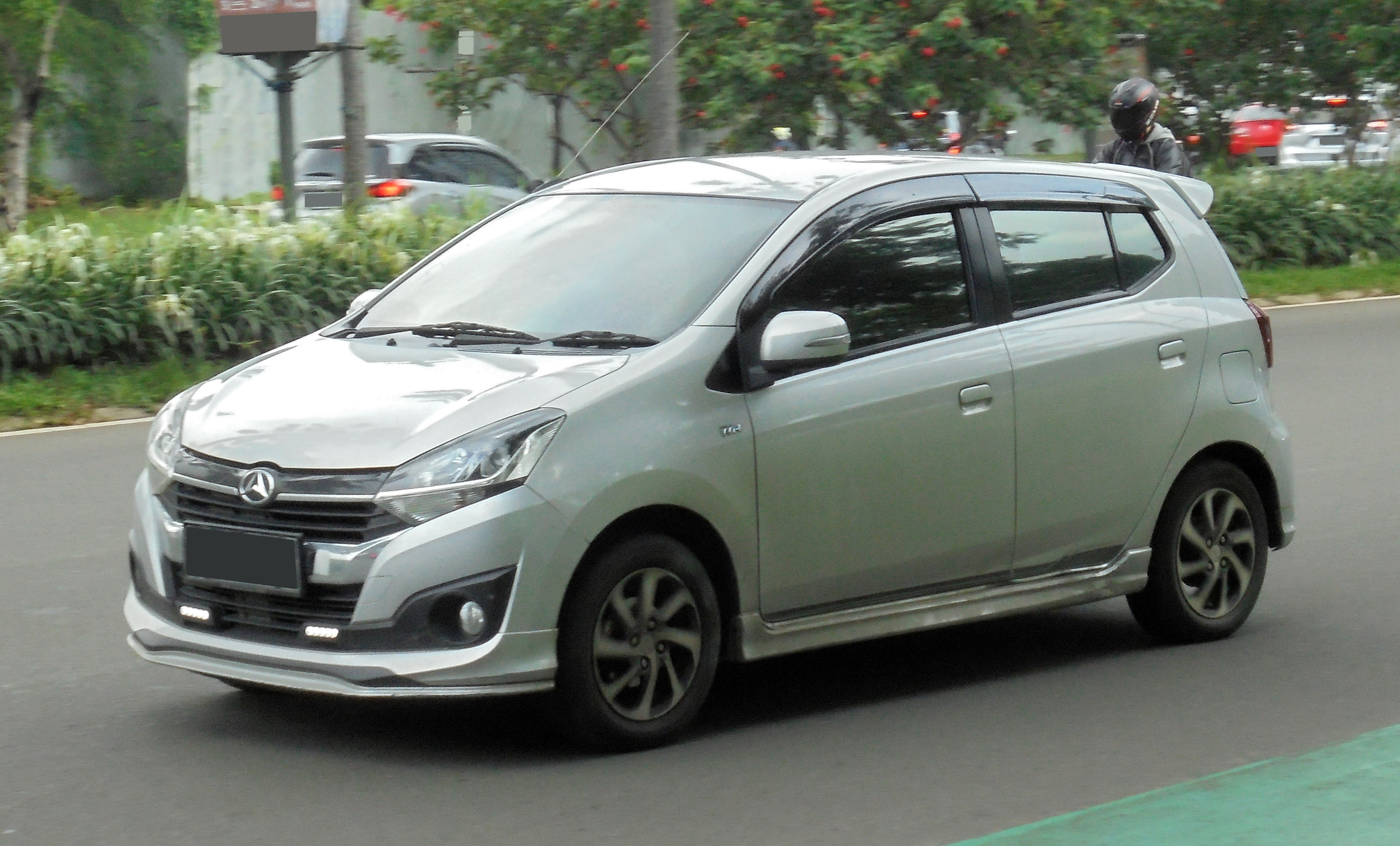
ダイハツ・アイラ 1.2 R デラックス（2017年4月改良型）
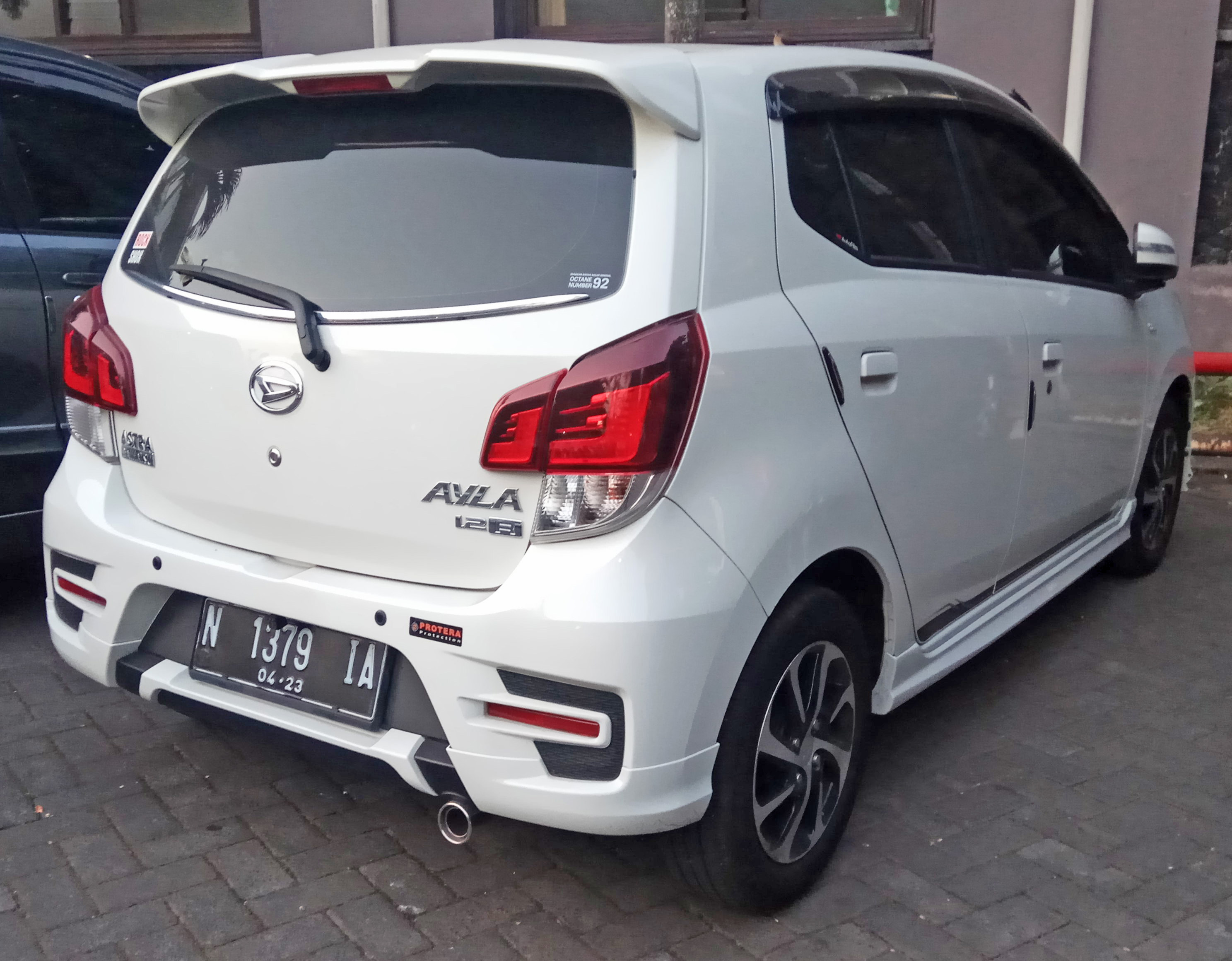
ダイハツ・アイラ 1.2 R デラックス（2017年4月改良型）リア
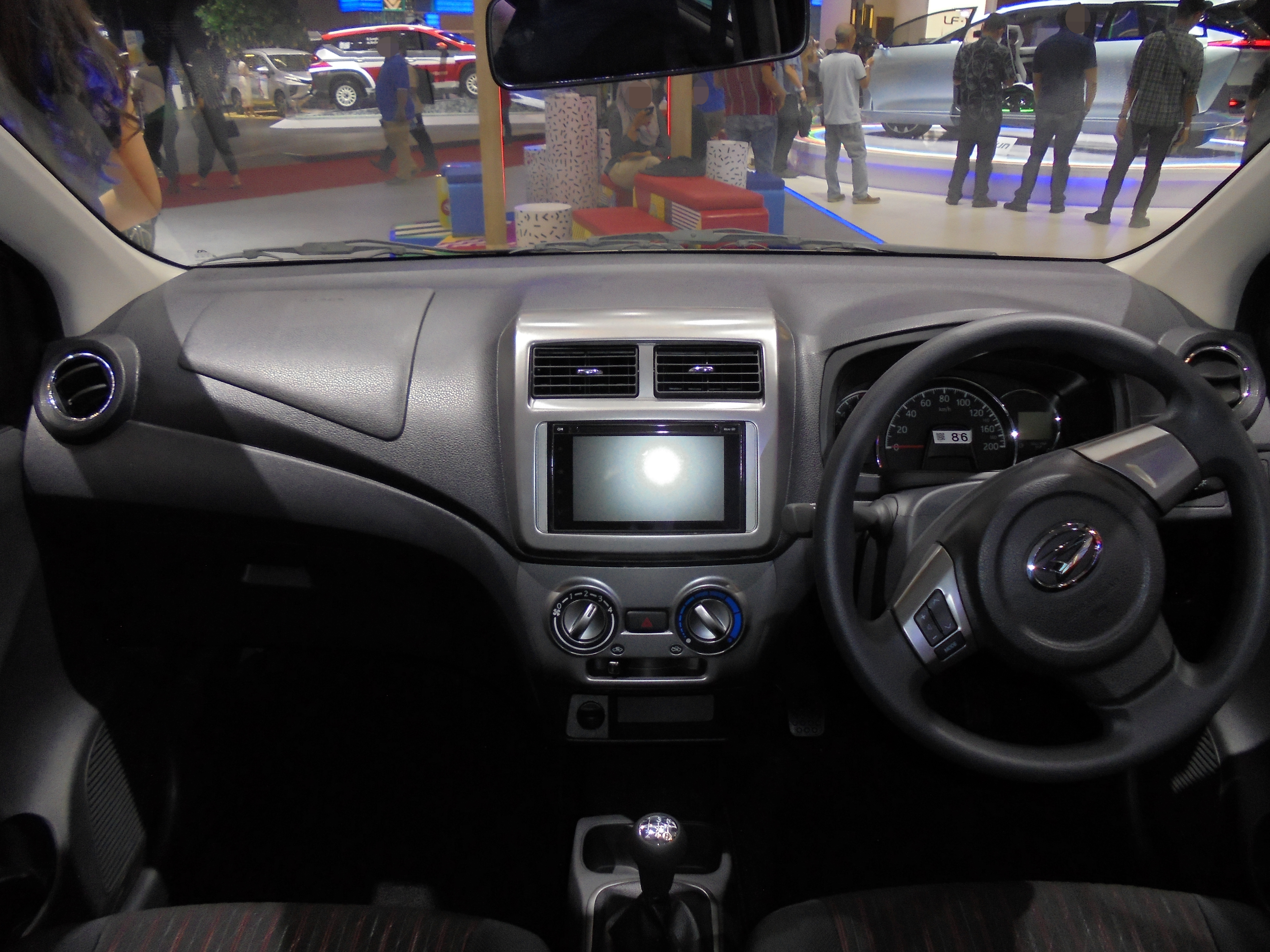
ダイハツ・アイラ（2017年4月改良型）室内
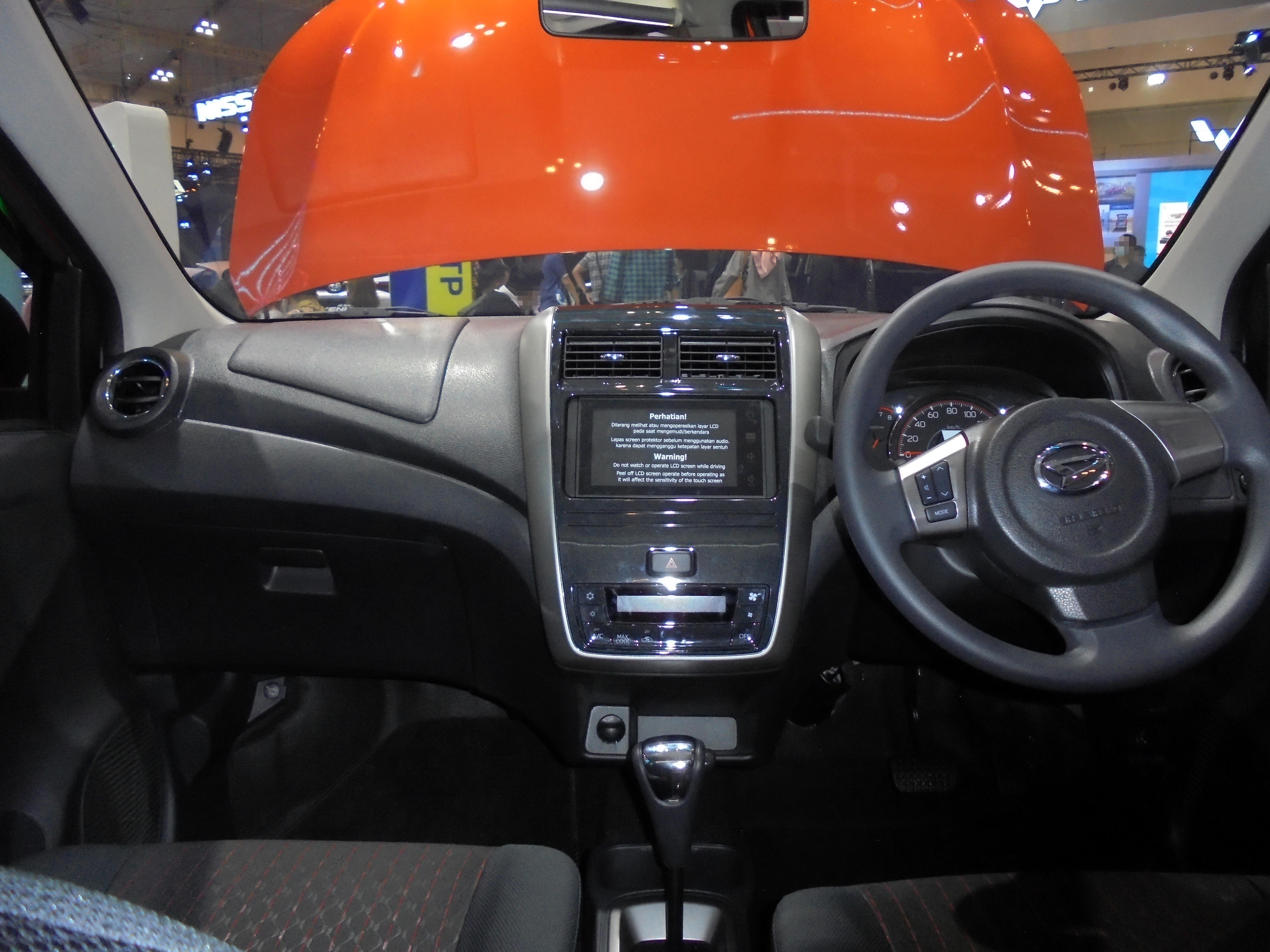
ダイハツ・アイラ（2020年3月改良型）室内

## 2代目 A350型（2023年 - ）
2023年2月15日、フルモデルチェンジ版が発表された。DNGA-Aプラットフォームを採用。
2023年3月10日、約10年ぶりにフルモデルチェンジされ、発売された。

## コンセプトカー
アイラ・ターボコンセプト
アイラ・ターボコンセプト（AYLA TURBO CONCEPT）は、2018年8月、ガイキンド・インドネシア国際オートショーで公開されたコンセプトカー。
1.2L仕様のアイラをベースにエンジンは15psiの過給圧を発生されるターボを装着し、最高出力147kW（200PS）、最大トルク242Nm（24.7kgf-m）までパワーアップ。

内装は軽量化のために取り外され、ロールケージを組んだうえでFIA認定のスパルコのフルバケットシートを装着した。

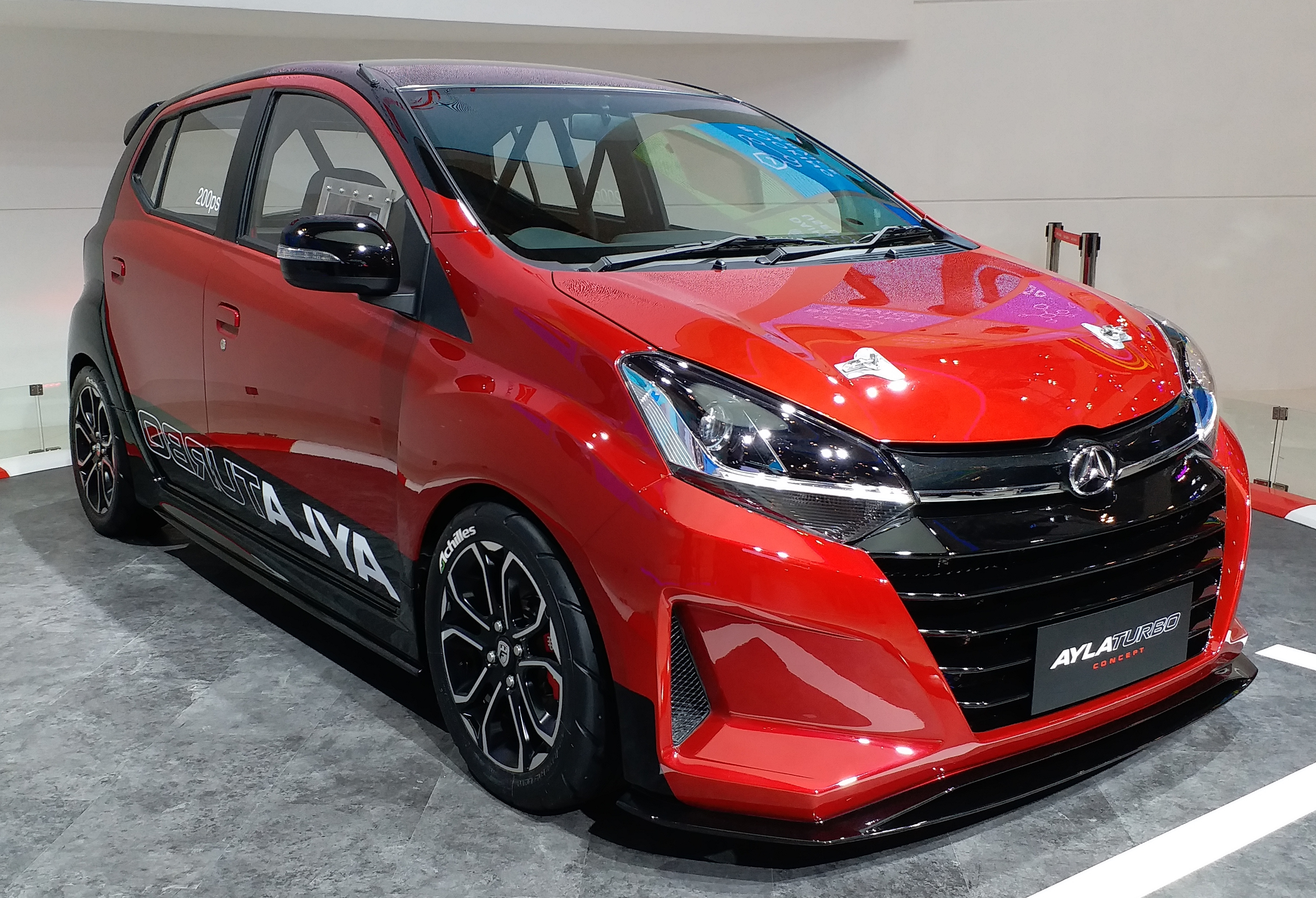
アイラ ターボコンセプト（フロント）
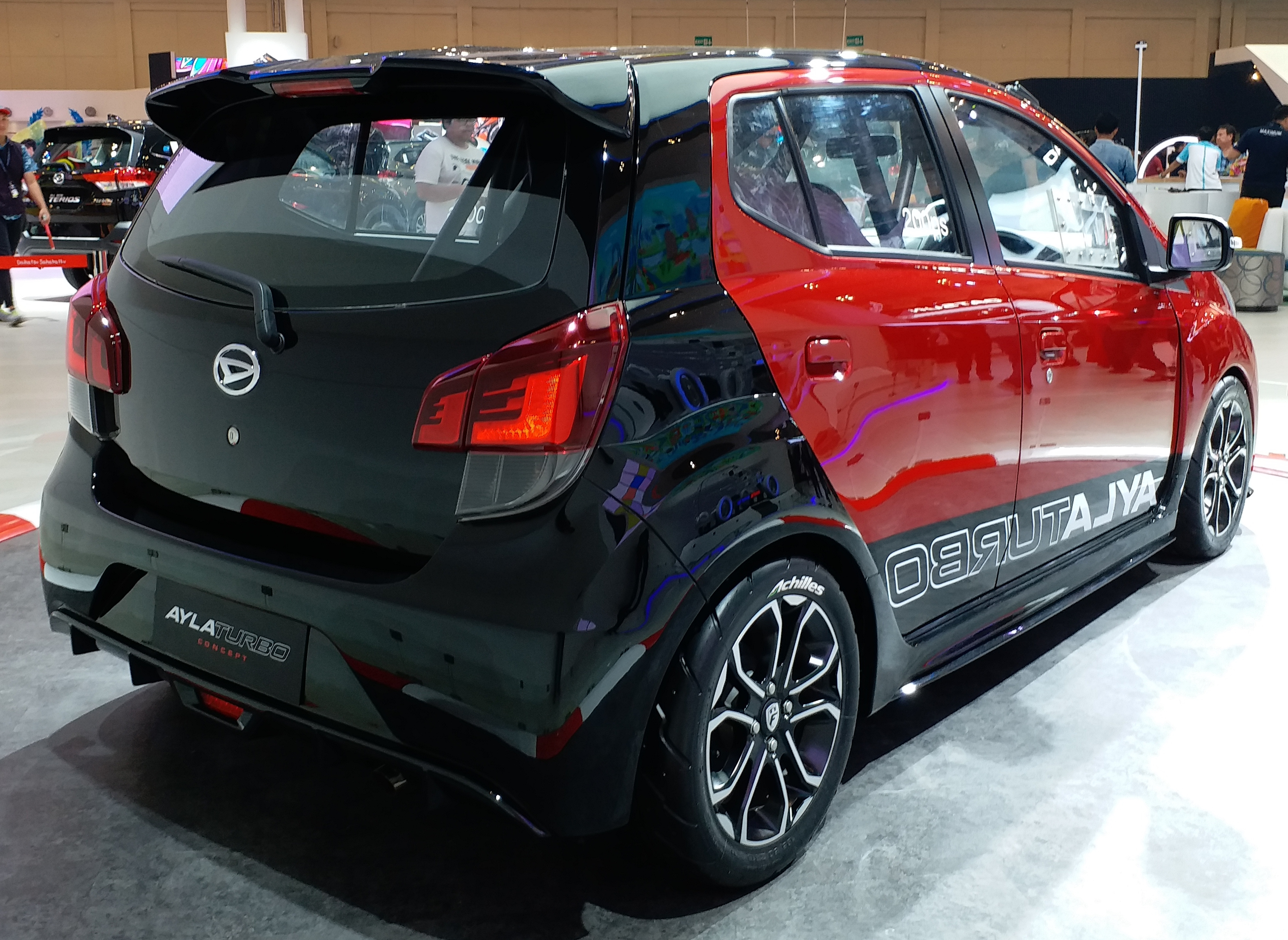
アイラ ターボコンセプト（リア）

アイラEV

アイラEV（AYLA EV）は、2022年8月11日、ガイキンド・インドネシア国際オートショーで公開された。アイラベースの電気自動車のコンセプトカーである。

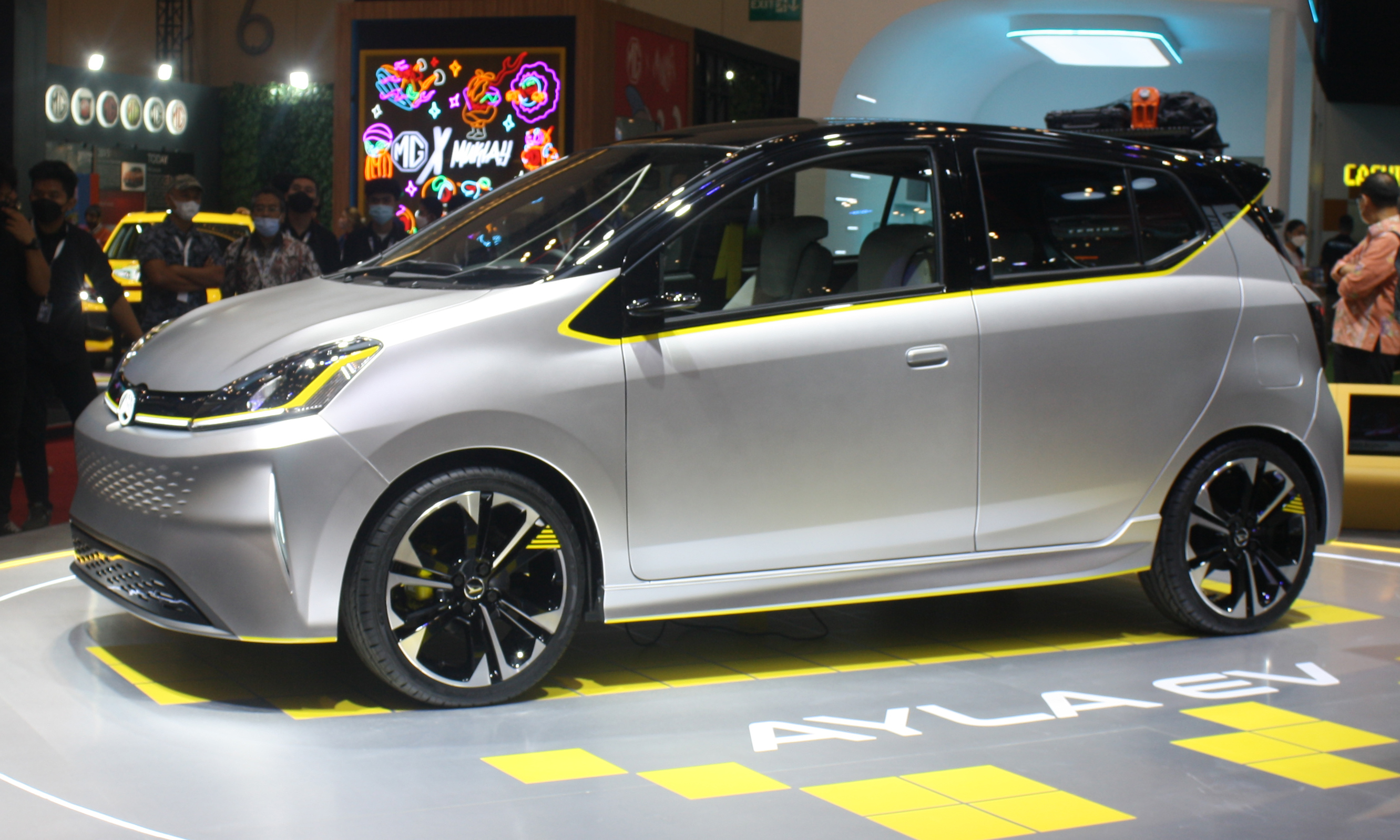
アイラEV

## 車名の由来
「AYLA」は、サンスクリット語で"光"を意味する。この車名は、インドネシア風の車名を必要とするLCGC政策に合致させるために選択されたものである。